# شیویت
شیویت (ترکی آذربایجانی: Shivit) یک منطقهٔ مسکونی در جمهوری آرتساخ است که در استان کاشاتاق واقع شده‌است.